# Crepidohamma insularis
Crepidohamma insularis är en tvåvingeart som först beskrevs av Malloch 1930.  Crepidohamma insularis ingår i släktet Crepidohamma och familjen smalvingeflugor.
Artens utbredningsområde är Sällskapsöarna. Inga underarter finns listade i Catalogue of Life.